# Carl Kraemer
Carl Kraemer (* 22. Dezember 1873 in Hilchenbach; † 12. Mai 1951 ebenda) war ein deutscher Tierschützer.

## Leben
In seiner Jugend eignete sich Kraemer ein umfangreiches Wissen über die Tier- und Pflanzenwelt an. Aufgrund dieser Kenntnisse wurde er im Alter von 23 Jahren in die zoologische Sektion des Westfälischen Provinzialvereins für Wissenschaft und Kunst in Münster berufen.
1912 wurde er zum hauptamtlichen Mitarbeiter des Berliner Tierschutzvereins nach Berlin berufen.
Während des Ersten Weltkrieges widmete er sich dem Schutz verwundeter Pferde. Diese Tätigkeit wurde von zahlreichen Persönlichkeiten dieser Zeit unterstützt. Zu seinen Förderern zählte unter anderen Paul von Hindenburg.
Seine langjährige Arbeit wurde am 24. November 1933 gekrönt, als das erste deutsche Tierschutzgesetz verabschiedet wurde.